# Anders Gjermshus
Anders Gjermshus (født 23. september 1985) er en norsk fodbolddommer og investeringsrådgiver. Han er medlem ad Hamar Idrettslag under Indre Østland fodboldkreds og dømmer til daglig i Adeccoligaen. Han fik sin debut i Adeccoligaen 2011, hvor han blev tildelt tre kampe. Hans første kamp var mellem Bodø/Glimt og Løv-Ham (0–2) d. 4. september 2011.
Under 2012-sæsonen fik han sit helt store gennembrud som dommer da han blev tildelt 16 kampe i Adeccoligaen 2012, samtidig med at han også blev tildelt to kampe under NM  (1. og 2. runde). Han fungerede også som fjerdedommer under enkelte kampe i Tippeligaen 2012.